# NGC 4334
NGC 4334 is een balkspiraalstelsel in het sterrenbeeld Maagd. Het hemelobject werd op 24 april 1830 ontdekt door de Britse astronoom John Herschel.

## Synoniemen
- UGC 7458
- MCG 1-32-35
- ZWG 42.66
- VCC 638
- IRAS 12208+0744
- PGC 40218